# イブニングネットワークしずおか
『イブニングネットワークしずおか』は、1988年4月から1995年3月までNHK静岡放送局で放送されていたローカルワイドニュース番組である。
元々この時間帯には、18:00 - 18:30の『にっぽん列島ただいま6時』（通称「いま6」）と18:30 - 18:59のローカルニュース枠（630きょうのしずおか）が編成されていたが、1988年4月のNHKのワイドニュース改革により、1時間のローカルワイドニュースとしてスタートした。
基本的な番組内容は、全国ネット枠である『イブニングネットワーク』にほぼ準ずるため、ここではあくまで静岡放送局が静岡県内向けに放送した内容に限って記述する。

## 概略
- 放送期間：1988年4月 - 1995年3月
- 放送時間：毎週月曜 - 金曜（祝日除く） 18:00 - 18:01（あいさつと内容紹介）、18:10 - 18:30、18:40 - 18:53、18:56 - 18:59（県内と周辺の詳しい天気予報、エンディング）

## 出演者
- 黒沢典之（当時静岡局アナウンサー、1988年の番組開始時）
- 平山裕子（当時静岡局契約キャスター、1988年の番組開始時）

## 雑記
- 静岡局にはテレビ用に2つのスタジオがあり、第1スタジオが汎用スタジオとして、隣接する第2スタジオがニュース専用として長く使われてきた。この番組を開始するにあたり、夕方のローカルニュースに限っては第1スタジオを使用するように改められたことから、第1スタジオにも報道番組対応の設備が整えられた（具体的には省力化を目的としたリモコンカメラや、マイクのスイッチを手元で操作できる「カフ」の設置など）。これ以後、夕方のローカルニュースは第1スタジオ使用が固定化されている。
- 連続テレビ小説『青春家族』が放送されていた1989年4月 - 9月は、この作品が静岡県土肥町（現・伊豆市）が舞台だったことから、本番組の一部の時間帯を使い1日先行放送した[1]。
- 1995年4月に番組タイトルが『ニュースいちばん静岡』に変更。1997年4月には18時台の「列島リレーニュース」のコーナーが廃止され、タイトルが『ニュースいちばん610』に変更された。さらに、1998年4月には全国ニュースが18:02開始になったことで放送開始時刻が10分繰り上げられ、タイトルも『ニュースいちばん』に変更された。